# ذو الرأس المستدير

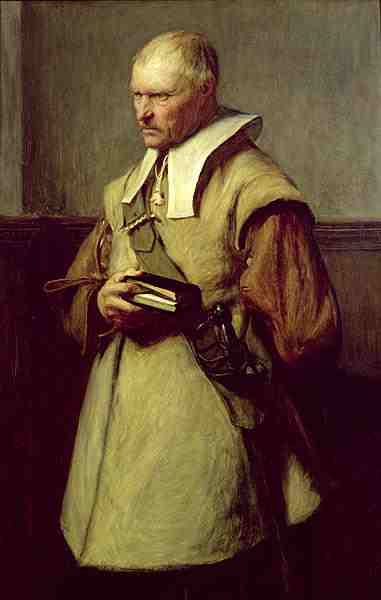
رأس مستدير كما يصوره جون بيتي (1839-1893)

راوندهيد أو مدوري الرؤوس أو ذوو الرؤوس المستديرة من أنصار البرلمان الإنجليزي أثناء الحرب الأهلية الإنجليزية (1642–1651). المعروفون أيضًا باسم البرلمانيين، قاتلوا ضد الملك تشارلز الأول ملك إنجلترا وأنصاره، المعروفين باسم الفرسان أو الملكيين، الذين ادعوا الحكم بالملكية المطلقة ومبدأ الحق الإلهي للملوك. كان الهدف من ذوي الرؤوس المستديرة هو منح البرلمان السيطرة العليا على الإدارة التنفيذية للدولة/المملكة.

## المعتقدات
سعى معظم ذوو الرؤوس المستديرة إلى ملكية دستورية بدلاً من الملكية المطلقة التي سعى إليها تشارلز. ومع ذلك، في نهاية الحرب الأهلية الإنجليزية عام 1649، كان الكراهية العامة تجاه الملك عالية بما يكفي للسماح للقادة الجمهوريين مثل أوليفر كرومويل بإلغاء النظام الملكي تمامًا وإنشاء كومنولث إنجلترا.
ظل القائد العام للراوندهيد للحرب الأهلية الأولى، توماس فيرفاكس ‏، مؤيدًا للملكية الدستورية، كما فعل العديد من قادة الراوندهيد مثل إدوارد مونتاجو، إيرل مانشستر الثاني ‏، وروبرت ديفيروكس، إيرل إسكس الثالث ‏ ؛ ومع ذلك، فقد هزم كرومويل الأكثر مهارة سياسيًا ومتطرفو الحزب هذا الحزب، والذين حصلوا على دعم الجيش النموذجي الجديد ‏ واستفادوا من خيانة تشارلز المتصورة لإنجلترا في تحالفه مع الاسكتلنديين ضد البرلمان.
كان العديد من التطهيريين والمشيخيين في إنجلترا تقريبًا من أنصار ذو الرأس المستدير، وكذلك العديد من الجماعات الدينية الأصغر مثل المستقلين. ومع ذلك، كان العديد من ذوي الرؤوس المستديرة أعضاء في كنيسة إنجلترا، وكذلك العديد من Cavaliers. تضمنت الفصائل السياسية لذوي الرؤوس المستديرة الأناركية/الاشتراكية الحفارون، المجموعة المتنوعة المعروفة باسم المساواتيون وحركة مسيحي نهاية العالم للملكيون الخامسون ‏.
.

## الأصول والخلفية

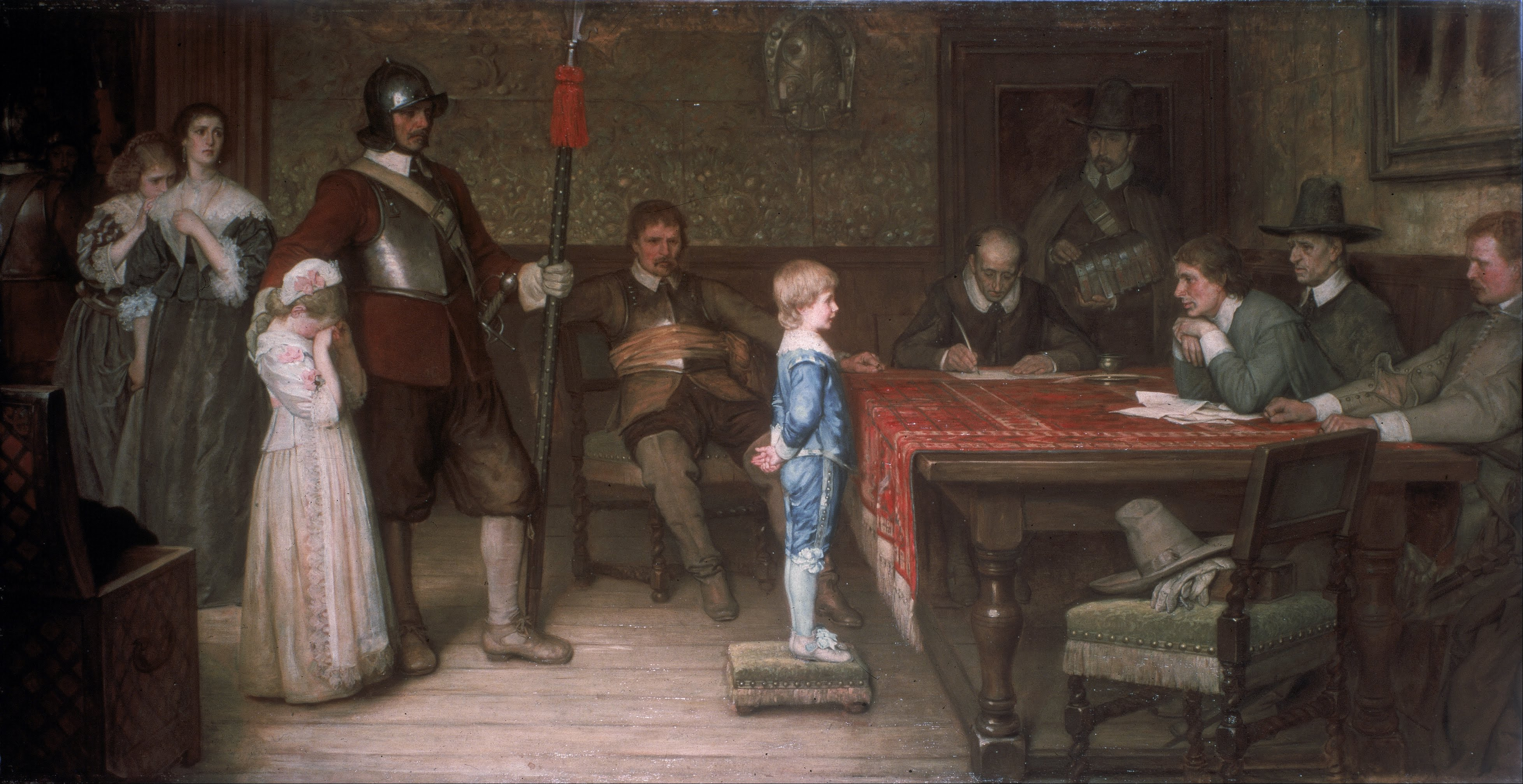
يسأل محقق راوندهيد لابن فارس، " ومتى رأيت والدك آخر مرة؟ " - وليام فريدريك يمس (1878).

ارتدى بعض المتشددون (ولكن ليس جميعهم بأي حال من الأحوال) شعرهم مقصوصًا حول الرأس أو مسطحًا. وهكذا كان هناك تناقض واضح بينهم وبين رجال الموضة، الذين كانوا يرتدون الشعور الطويلة ‏. خلال الحرب ولفترة بعد ذلك، كان ذوو الرؤوس المستديرة مصطلحًا للسخرية، وفي الجيش النموذجي الجديد، ‏ كان دُعاء جندي زميل له ب ذو الرأس المستدير جريمة يعاقب عليها. هذا يتناقض مع "فارس"، وهي كلمة تستخدم لوصف مؤيدي القضية الملكية، ولكنها بدأت أيضًا كمصطلح ازدرائي. استخدمه المؤيدون الأوائل لمقارنة أعضاء الحزب الملكي بالإسباني كاباليروس الذي أساء إلى البروتستانت الهولنديين في عهد إليزابيث الأولى. ومع ذلك، على عكس ذو الرأس المستدير، تبني الذين كانوا هدفًا للنعت "كافالييه" لاحقًا واستخدموه لوصف أنفسهم.
يبدو أن "ذوو الرؤوس المستديرة" قد استخدمت لأول مرة كمصطلح للسخرية في نهاية عام 1641، عندما كانت المناقشات في البرلمان حول قانون رجال الدين 1640 ‏ تسبب أعمال شغب في وستمنستر. تقتبس موسوعة بريتانيكا الحادية عشرة وصفًا للسلطة المعاصرة للحشد الذي تجمع هناك: «كان شعر رؤوسهم أطول من آذانهم بقليل جدًا، وبناءً عليه كان من حضروا في وستمنستر بصرخاتهم بواسطة لقب يسمى ذوو الرؤوس المستديرة».  كان من بين المتظاهرين متدربو لندن، الذين كانت ذو الرأس المستدير بالنسبة لهم مصطلحًا للسخرية، لأن اللوائح التي وافقوا عليها تضمنت بندًا بشأن الشعر المقصوص.
وفقًا لجون روشورث ‏، استخدم ضابط مَسرح يدعى ديفيد هايد الكلمة لأول مرة في 27 ديسمبر 1641. ورد أن هايد قد سحب سيفه أثناء أعمال الشغب وقال إنه «سيقطع حلق تلك الكلاب ذات الرؤوس المستديرة التي تصرخ ضد الأساقفة»" ؛  ومع ذلك، ينسب ريتشارد باكستر أصل المصطلح إلى ملاحظة أبدتها الملكة هنريتا ماريا، زوجة تشارلز الأول، في محاكمة توماس وينتورث، إيرل سترافورد الأول، في وقت سابق من ذلك العام. بالإشارة إلى جون بيم ‏، سألت من هو الرجل ذو الرأس المستدير. علق المستشار الرئيسي لتشارلز الثاني، إدوارد هايد، إيرل كلارندون الأول ‏، على هذه المسألة، «ومن تلك المنافسات نما مصطلحي ذو الرأس المستديرة والفارس في الخطاب، ... هؤلاء الذين كان يُنظر إليهم على أنهم خدام للملك يُطلق عليهم فيما بعد الفرسان، والآخر من الرعاع اِزْدَرَاهُم  واحتقروهم تحت اسم ذوو الرؤوس المستديرة.»
بعد أن أصدر رئيس الأساقفة الأنجليكاني وليام لاود قانونًا في عام 1636 يأمر جميع رجال الدين بارتداء الشعر القصير، تمرد العديد من البيوريتانيين لإظهار ازدرائهم لسلطته وبدأوا في إطالة شعرهم (كما يمكن رؤيته في صورهم) على الرغم من ذلك استمروا في أن يكونوا معروفين باسم ذوو الرؤوس المستديرة. كان الشعر الأطول أكثر شيوعًا بين المتشددين "المستقلين" و "رفيعي المستوى"، ومن بينهم كرومويل، خاصة قرب نهاية المحمية، في حين أن الفصيل "المشيخي" (غير المستقل)، والرتبة العسكرية والفايل، استمر في الاشمئزاز من الشعر الطويل. بحلول نهاية تلك الفترة، كان بعض المتشددون المستقلون يستخدمون مرة أخرى بشكل ساخر مصطلح ذو الرأس المستدير للإشارة إلى المتشددين المشيخيين.
ظل ذو الرأس المستدير قيد الاستخدام لوصف أولئك الذين لديهم ميول جمهورية حتى أزمة الإقصاء 1678-1681، عندما استبدل المصطلح بـ " Whig "، في البداية مصطلح آخر له دلالات ازدراء. وبالمثل، أثناء أزمة قانون الاستبعاد، تم استبدال مصطلح فارس (كافاليير) بـ " توري "، وهو مصطلح إيرلندي قدمه خصومهم والذي كان أيضًا في البداية مصطلحًا ازدرائيًا.